# Daisy Casimiri
Daisy Casimiri is een Curaçaos galeriehouder en bestuurder. Van 2006 tot 2014 was zij eigenaar van galerie Mon Art in de Renaissance Mall in Riffort, met een groot aanbod aan lokale kunst. In 2021 opende ze cadeauwinkel Zumpiña, Handcrafted gifts with a story bij de Kathedraal van doornen.

## Bestuurlijke functies
In 2010 werd zij lid van het bestuur van Stichting Arte '99', die als doelstelling heeft het bevorderen van educatieve, recreatieve, sociale, artistieke en culturele activiteiten. Arte '99 organiseerde dat jaar de grote expositie Antepasado di Futuro, ter viering van het verkrijgen van een autonome status van Curaçao binnen het Koninkrijk der Nederlanden, en de publicatie van het  gelijknamige boek.
Sinds 2013 is zij voorzitter van de Fundashon di Artista Curaçao, die meer mensen in aanraking wil laten komen met kunst, een brug slaan tussen verschillende kunstdisciplines en tussen de verschillende eilanden van het Caribisch gebied, en een podium bieden aan kunstenaars. Zij schreef het masterplan voor het gezamenlijke programma van de zeven belangrijkste musea en galeries ter gelegenheid van de 150ste herdenkingsdag van de afschaffing van de slavernij. Daarnaast deed zij het management van en fondsenwerving voor de individuele projecten.
In 2014 sloot Casimiri Mon Art in het Riffort en nam het initiatief voor het Riffort Museum. Daar organiseerde zij de expositie Tula 2.0. Ook nam zij het initatief vor de expositie Swinging through History – Riba Kadansa di Historia op de Koningin Emmabrug.
Casimiri was nauw betrokken bij de voorbereiding en realisatie van de Kathedraal van doornen, die in 2020 werd geopend.
Na de sluiting van Mon Art kwam Casimiri samen met haar echtgenoot Herman van Bergen tot een nieuw concept, Zumpiña, Handcrafted gifts with a story. De winkel staat op het terrein van Landhuis Bloemhof. Hij verkoopt items geïnspireerd op de kathedraal van doornen en lokaal gemaakte souvenirs waarvan een deel is gemaakt door jongeren die een tweede kans krijgen.

## Onderscheidingen
In 2015 kreeg Daisy Casimiri de Charles Gomes Casseres Award, die wordt gegeven aan mensen en organisaties die buitengewone diensten aan de gemeenschap hebben geleverd. In 2022 werd zij benoemd tot Lid in de Orde van Oranje-Nassau.